# Naxis DG
Enaruna Edosomwan   (más conocido popularmente por su nombre artístico Naxis DG, nacido  15 de noviembre de 1983  en Benin city, Nigeria) es un  cantante  de dancehall, ritmos afro y prolífico compositor de canciones. En 2017, firmó un acuerdo con los brazos de VP Records. En 2018, fue galardonado con los Premios Reales de Obaland (Grammy de África) al mejor escritor de canciones Afro Beat

### Éxito profesional
En 2012 regresó a su tierra natal, Nigeria, para unirse a la industria musical donde lanzó "Gbedu" confirmando su condición de artista internacional, y en 2013 lanzó su álbum debut "The Genesis", que incluyó otros éxitos como "Twteh Tweh luv "" Chocomilo "y" Superstar ".
Su trabajo y su contribución a la industria musical nigeriana en Europa le permitieron obtener numerosas nominaciones y premios. NaXis  fue el "Break Through Artist" del año  NEU AWARDS 2014 en Roma,   es un premio que destaca su exitosa carrera. Naxis ha realizado giras internacionales para compartir escenarios y tocar junto a otros músicos nigerianos más famosos, como Davido, Wizkid,Kiss Daniel,Olamide Baddo  y otros.   
Algunas de sus canciones más conocidas son:

## Discografía

### Álbumes
- 2013: The Genesis
- 2018: Me in Me